# Női kajak kettes 500 méter a 2024. évi nyári olimpiai játékokon
A 2024. évi nyári olimpiai játékokon a kajak-kenu női kajak kettes 500 méteres versenyszámát augusztus 6-án és 9-én rendezték. Az aranyérmet az új-zélandi páros, Lisa Carrington és Alicia Hoskin nyerte. Az ezüstérmet a Csipes Tamara és Gazsó Alida Dóra alkotta magyar duó nyerte meg, míg a harmadik helyen holtverseny alakult ki Pupp Noémi és Fojt Sára valamint a német kettős között, így mindkét csapat bronzérmet kapott.

## Naptár
A versenyszám futamait az alábbi időpontokban rendezték.
| Dátum              | Időpont | Forduló      |
| ------------------ | ------- | ------------ |
| 2024. augusztus 6. | 12:10   | Előfutamok   |
| 2024. augusztus 6. | 14:10   | Negyeddöntők |
| 2024. augusztus 9. | 10:50   | Elődöntők    |
| 2024. augusztus 9. | 13:00   | Döntők       |

## Eredmények

### Előfutamok
Az első két helyezett az elődöntőbe (SF) jutott, a többi versenyző a negyeddöntőbe (QF) került.
1. futam
| Helyezés | Pálya | Név                                                 | Nemzet        | Idő     | Mj |
| -------- | ----- | --------------------------------------------------- | ------------- | ------- | -- |
| 1.       | 7     | Pauline Jagsch Lena Röhlings                        | Németország   | 1:41,45 | SF |
| 2.       | 4     | Jü Si-meng (Yu Shimeng) Csen Jü-lö (Chen Yule)      | Kína          | 1:42,70 | SF |
| 3.       | 5     | Emma Aastrand Jørgensen Frederikke Hauge Matthiesen | Dánia         | 1:45,02 | QF |
| 4.       | 6     | Manon Hostens Vanina Paoletti                       | Franciaország | 1:45,34 | QF |
| 5.       | 3     | Maria Virik Anna Margrete Sletsjoe                  | Norvégia      | 1:47,17 | QF |

2. futam
| Helyezés | Pálya | Név                             | Nemzet                  | Idő     | Mj |
| -------- | ----- | ------------------------------- | ----------------------- | ------- | -- |
| 1.       | 5     | Lisa Carrington Alicia Hoskin   | Új-Zéland               | 1:41,05 | SF |
| 2.       | 4     | Hermien Peters Lize Broekx      | Belgium                 | 1:41,80 | SF |
| 3.       | 7     | Csipes Tamara Gazsó Alida Dóra  | Magyarország            | 1:42,68 | QF |
| 4.       | 6     | Ella Beere Alyssa Bull          | Ausztrália              | 1:46,21 | QF |
| 5.       | 3     | Tiffany Amber Koch Esti Olivier | Dél-afrikai Köztársaság | 1:52,14 | QF |

3. futam
| Helyezés | Pálya | Név                             | Nemzet        | Idő     | Mj |
| -------- | ----- | ------------------------------- | ------------- | ------- | -- |
| 1.       | 5     | Martyna Klatt Helena Wiśniewska | Lengyelország | 1:40,95 | SF |
| 2.       | 4     | Linnea Stensils Moa Wikberg     | Svédország    | 1:40,97 | SF |
| 3.       | 3     | Courtney Stott Natalie Davison  | Kanada        | 1:44,35 | QF |
| 4.       | 7     | Aimee Fisher Lucy Matehaere     | Új-Zéland     | 1:46,52 | QF |
| 5.       | 6     | Carolina García Sara Ouzande    | Spanyolország | 1:49,01 | QF |

4. futam
| Helyezés | Pálya | Név                           | Nemzet        | Idő     | Mj |
| -------- | ----- | ----------------------------- | ------------- | ------- | -- |
| 1.       | 5     | Paulina Paszek Jule Hake      | Németország   | 1:39,03 | SF |
| 2.       | 7     | Karolina Naja Anna Puławska   | Lengyelország | 1:39,18 | SF |
| 3.       | 4     | Pupp Noémi Fojt Sára          | Magyarország  | 1:39,44 | QF |
| 4.       | 6     | Selma Konijn Ruth Vorsselman  | Hollandia     | 1:43,91 | QF |
| 5.       | 3     | Karina Alanís Beatriz Briones | Mexikó        | 1:44,87 | QF |

### Negyeddöntők
Az első négy helyezett az elődöntőbe (SF) jutott.
1. negyeddöntő
| Helyezés | Pálya | Név                                                 | Nemzet        | Idő     | Mj |
| -------- | ----- | --------------------------------------------------- | ------------- | ------- | -- |
| 1.       | 3     | Selma Konijn Ruth Vorsselman                        | Hollandia     | 1:40,93 | SF |
| 2.       | 6     | Ella Beere Alyssa Bull                              | Ausztrália    | 1:41,89 | SF |
| 3.       | 2     | Carolina García Sara Ouzande                        | Spanyolország | 1:42,03 | SF |
| 4.       | 4     | Courtney Stott Natalie Davison                      | Kanada        | 1:42,58 | SF |
| 5.       | 5     | Emma Aastrand Jørgensen Frederikke Hauge Matthiesen | Dánia         | 1:42,61 | X  |
| 6.       | 7     | Maria Virik Anna Margrete Sletsjoe                  | Norvégia      | 1:43,28 | X  |

2. negyeddöntő
| Helyezés | Pálya | Név                             | Nemzet                  | Idő     | Mj |
| -------- | ----- | ------------------------------- | ----------------------- | ------- | -- |
| 1.       | 5     | Csipes Tamara Gazsó Alida Dóra  | Magyarország            | 1:40,57 | SF |
| 2.       | 6     | Manon Hostens Vanina Paoletti   | Franciaország           | 1:41,43 | SF |
| 3.       | 2     | Karina Alanís Beatriz Briones   | Mexikó                  | 1:41,45 | SF |
| 4.       | 4     | Pupp Noémi Fojt Sára            | Magyarország            | 1:41,90 | SF |
| 5.       | 3     | Aimee Fisher Lucy Matehaere     | Új-Zéland               | 1:44,45 | X  |
| 6.       | 7     | Tiffany Amber Koch Esti Olivier | Dél-afrikai Köztársaság | 1:46,40 | X  |

### Elődöntők
Az első két helyezett az A-döntőbe (FA), a 3-4, helyezettek a B-döntőbe (FB) az 5-6, helyen végzettek pedig a C-döntőbe (FC) kerültek.
1. elődöntő
| Helyezés | Pálya | Név                             | Nemzet        | Idő     | Mj |
| -------- | ----- | ------------------------------- | ------------- | ------- | -- |
| 1.       | 4     | Pauline Jagsch Lena Röhlings    | Németország   | 1:39,51 | FA |
| 2.       | 3     | Hermien Peters Lize Broekx      | Belgium       | 1:39,74 | FA |
| 3.       | 2     | Csipes Tamara Gazsó Alida Dóra  | Magyarország  | 1:39,76 | FA |
| 4.       | 7     | Ella Beere Alyssa Bull          | Ausztrália    | 1:40,26 | FA |
| 5.       | 1     | Karina Alanís Beatriz Briones   | Mexikó        | 1:40,39 | FB |
| 6.       | 5     | Martyna Klatt Helena Wiśniewska | Lengyelország | 1:40,73 | FB |
| 7.       | 6     | Karolina Naja Anna Puławska     | Lengyelország | 1:42,14 | FB |
| 8.       | 8     | Courtney Stott Natalie Davison  | Kanada        | 1:42,57 | FB |

2. elődöntő
| Helyezés | Pálya | Név                                            | Nemzet        | Idő     | Mj |
| -------- | ----- | ---------------------------------------------- | ------------- | ------- | -- |
| 1.       | 4     | Lisa Carrington Alicia Hoskin                  | Új-Zéland     | 1:38,52 | FA |
| 2.       | 5     | Paulina Paszek Jule Hake                       | Németország   | 1:38,84 | FA |
| 3.       | 2     | Selma Konijn Ruth Vorsselman                   | Hollandia     | 1:39,49 | FA |
| 4.       | 8     | Pupp Noémi Fojt Sára                           | Magyarország  | 1:39,89 | FA |
| 5.       | 6     | Linnea Stensils Moa Wikberg                    | Svédország    | 1:40,06 | FB |
| 6.       | 1     | Carolina García Sara Ouzande                   | Spanyolország | 1:40,23 | FB |
| 7.       | 7     | Manon Hostens Vanina Paoletti                  | Franciaország | 1:40,62 | FB |
| 8.       | 3     | Jü Si-meng (Yu Shimeng) Csen Jü-lö (Chen Yule) | Kína          | 1:44,45 | FB |

### Döntők
B-döntő
| Helyezés | Pálya | Név                                            | Nemzet        | Idő     | Mj |
| -------- | ----- | ---------------------------------------------- | ------------- | ------- | -- |
| 9.       | 4     | Linnea Stensils Moa Wikberg                    | Svédország    | 1:42,05 |    |
| 10.      | 5     | Karina Alanís Beatriz Briones                  | Mexikó        | 1:43,70 |    |
| 11.      | 3     | Martyna Klatt Helena Wiśniewska                | Lengyelország | 1:43,82 |    |
| 12.      | 7     | Karolina Naja Anna Puławska                    | Lengyelország | 1:44,50 |    |
| 13.      | 2     | Manon Hostens Vanina Paoletti                  | Franciaország | 1:45,18 |    |
| 14.      | 8     | Jü Si-meng (Yu Shimeng) Csen Jü-lö (Chen Yule) | Kína          | 1:46,26 |    |
| 15.      | 1     | Courtney Stott Natalie Davison                 | Kanada        | 1:46,96 |    |
|          | 6     | Carolina García Sara Ouzande                   | Spanyolország | DNF     |    |

A-döntő
| Helyezés | Pálya | Név                            | Nemzet       | Idő     | Mj |
| -------- | ----- | ------------------------------ | ------------ | ------- | -- |
| Arany    | 4     | Lisa Carrington Alicia Hoskin  | Új-Zéland    | 1:37,28 |    |
| Ezüst    | 7     | Csipes Tamara Gazsó Alida Dóra | Magyarország | 1:39,39 |    |
| Bronz    | 6     | Paulina Paszek Jule Hake       | Németország  | 1:39,46 |    |
| Bronz    | 8     | Pupp Noémi Fojt Sára           | Magyarország | 1:39,46 |    |
| 5.       | 3     | Hermien Peters Lize Broekx     | Belgium      | 1:39,84 |    |
| 6.       | 5     | Pauline Jagsch Lena Röhlings   | Németország  | 1:40,09 |    |
| 7.       | 1     | Ella Beere Alyssa Bull         | Ausztrália   | 1:40,94 |    |
| 8.       | 2     | Selma Konijn Ruth Vorsselman   | Hollandia    | 1:41,26 |    |